# Bundeszahnärztekammer
Die Bundeszahnärztekammer, Arbeitsgemeinschaft der deutschen Zahnärztekammern e. V. (BZÄK) ist die Berufsvertretung aller Zahnärztinnen und Zahnärzte in Deutschland mit Sitz im Borsighaus in Berlin. Mitglieder der Bundeszahnärztekammer sind die Zahnärztekammern der Länder.
Den Vorstand der Bundeszahnärztekammer bilden der Präsident, zwei Vizepräsidenten sowie die Präsidenten der (Landes-)Zahnärztekammern. Das höchste Entscheidungsgremium ist die Bundesversammlung. Die (Landes-)Zahnärztekammern entsenden Delegierte in die Bundesversammlung.
Die Bundeszahnärztekammer ist – im Gegensatz zu den Landeszahnärztekammern – keine Kammer oder sonstige Körperschaft des öffentlichen Rechts, sondern ein eingetragener Verein.

## Interessensvertretung
Die Bundeszahnärztekammer vertritt nach eigenen Angaben die gesundheits- und professionspolitischen Interessen des zahnärztlichen Berufsstandes. Dabei ist sie dem Gemeinwohl verpflichtet. Ihr oberstes Ziel ist der Einsatz für ein freiheitliches, zukunftsorientiertes Gesundheitswesen. Sie fördert eine fortschrittliche, auf wissenschaftlichen Erkenntnissen basierende Zahnheilkunde, die den Patienten in den Mittelpunkt stellt.

## Aufgaben
Im Einzelnen gehören zu den Aufgabengebieten der Bundeszahnärztekammer:
- Vertretung des zahnärztlichen Berufsstandes gegenüber der Politik, den Medien und der breiten Öffentlichkeit auf  Bundesebene
- Schaffung von Rahmenbedingungen zur Erbringung und Anerkennung zahnmedizinischer Leistungen
- Koordinierung und Weiterentwicklung der zahnärztlichen Aus-, Fort- und Weiterbildung in Zusammenarbeit mit  zahnärztlich-wissenschaftlichen Organisationen
- Stärkung der Prävention und Gesundheitsförderung
- Verbesserung der zahn-(medizinischen) Versorgung der Bevölkerung
- Vertretung der Interessen der Zahnärzteschaft auf europäischer und internationaler Ebene

Gemeinsam mit der Kassenzahnärztlichen Bundesvereinigung gibt die BZÄK die Zahnärztlichen Mitteilungen heraus.

## Präsidium
Präsident der Bundeszahnärztekammer ist Christoph Benz. Konstantin von Laffert ist Vizepräsident der Bundeszahnärztekammer und Präsident der Zahnärztekammer Hamburg. Romy Ermler ist Vizepräsidentin der Bundeszahnärztekammer und Vorstandsmitglied der Landeszahnärztekammer Brandenburg. Die Amtsperiode beträgt 4 Jahre (2021–2025).

## Statistik
|                             | männlich | weiblich | insgesamt |
| --------------------------- | -------- | -------- | --------- |
| zahnärztlich tätig*         | 37.149   | 35.704   | 72.853    |
| ohne zahnärztl. Tätigkeit** | 15.769   | 13.962   | 29.731    |
| Summe                       | 52.918   | 49.466   | 102.584   |

* Einschließlich in Praxen tätige Assistenten, Praxisvertreter, angestellte Zahnärzte sowie Beamte und Angestellte außerhalb von Zahnarztpraxen

** Ohne zahnärztliche Tätigkeit sind u. a. Zahnärzte im Ruhestand.

Stand 31. Dezember 2023
Die Gesamtzahl der Zahnärzte lag zum 31. Dezember 2023 bei 102.584, davon waren 72.853 Personen zahnärztlich aktiv. 44.599 waren in eigener Praxis niedergelassen und 27.226 in einem Angestelltenverhältnis. Ohne zahnärztliche Tätigkeit waren 28.254 Personen (einschließlich Rentner).

## Ehrungen
Die Bundeszahnärztekammer verleiht an verdiente Persönlichkeiten die Ehrennadel der deutschen Zahnärzteschaft in Silber und Gold.

## Geschichte
Am 27. März 1953 wurde in Rothenburg/o. T. der „Bundesverband der Deutschen Zahnärzte“ (BDZ) gegründet.
Ab 1990 wurde der Verband „Bundeszahnärztekammer“ genannt. Seit 1993 trägt die Bundeszahnärztekammer den Namen offiziell.
| Amtszeit                  | Präsident                            |
| ------------------------- | ------------------------------------ |
| 12.01.1946 bis 27.10.1949 | Fritz Linnert                        |
| 19.11.1949 bis 11.12.1965 | Erich Müller (Ehrenpräsident)        |
| 11.12.1965 bis 05.12.1969 | Walter Knott                         |
| 05.12.1969 bis 09.05.1973 | Herbert Johannes Veigel              |
| 27.10.1973 bis 18.09.1981 | Werner Eggers                        |
| 18.09.1981 bis 25.12.1986 | Horst Sebastian                      |
| 14.02.1987 bis 22.09.1989 | Erich Pillwein                       |
| 23.09.1989 bis 23.01.1993 | Adolf Schneider                      |
| 23.01.1993 bis 03.11.2000 | Fritz-Josef Willmes (Ehrenpräsident) |
| 03.11.2000 bis 25.10.2008 | Jürgen Weitkamp (Ehrenpräsident)     |
| 25.10.2008 bis 04.06.2021 | Peter Engel                          |
| seit 04.06.2021           | Christoph Benz                       |

Erich Pillwein war im Dritten Reich Mitglied der NSDAP, was jedoch vor, während und nach seiner Amtszeit verheimlicht wurde. Ebenso verheimlicht wurde die Nazivergangenheit des Vaters von Jürgen Weitkamp, Ernst Weitkamp, der während der NS-Zeit u. a. als Lagerzahnarzt im KZ Mauthausen  eingesetzt wurde.

## Mitgliedschaften
- Council of European Dentists (CED)
- Council of European Chief Dental Officers (CECDO)
- European Regional Organization (ERO) der FDI World Dental Federation
- Initiative proDente